# Didier Zokora
Didier Zokora (Abidjan, 1980. december 14. –) elefántcsontparti labdarúgó, jelenleg a Pune City játékosa.

## Pályafutása
Zokora pályafutását szülőhazájában, kezdte az ASEC Mimosas csapatánál, majd 2000-ben a belga KRC Genk-hez igazolt. 2004 nyarán csatlakozott a francia AS Saint-Étienne-hez.

### Tottenham Hotspur
2006. június 30-án igazolt 8,6 millió fontért az angol Tottenham Hotspur-be. A Getafe elleni UEFA-kupa mérkőzésen ő viselhette a csapatkapitányi karszalagot, mivel Ledley King és Paul Robinson sérült volt, és Robbie Keane sem játszott.

### Sevilla
A 2009-es nyári átigazolási időszakban Zokora a spanyol Sevilla FC játékosa lett.

### Válogatott
Zokora 2000 óta az elefántcsontparti válogatott tagja, jelenleg 75 mérkőzésen lépett pályára a csapatban és egy gólt szerzett.

## Sikerei, díjai
```
KRC Genk
```

- Belga bajnok[5]

```
Tottenham Hotspur
```

- Angol Ligakupa-győztes 2007-08
  - Ezüstérmes 2008–09

## Statisztika
Frissítve: 2009. május 30-án.
| Csapat            | Szezon | Bajnokság | Bajnokság | Kupa    | Kupa  | UEFA    | UEFA  | Összesen | Összesen |
| Csapat            | Szezon | Meccsek   | Gólok     | Meccsek | Gólok | Meccsek | Gólok | Meccsek  | Gólok    |
| ----------------- | ------ | --------- | --------- | ------- | ----- | ------- | ----- | -------- | -------- |
| Tottenham Hotspur | 06-07  | 31        | 0         | 7       | 0     | 9       | 0     | 47       | 0        |
| Tottenham Hotspur | 07-08  | 28        | 0         | 5       | 0     | 10      | 0     | 43       | 0        |
| Tottenham Hotspur | 08-09  | 28        | 0         | 8       | 0     | 7       | 0     | 43       | 0        |
| Össz.             |        | 87        | 0         | 20      | 0     | 26      | 0     | 133      | 0        |
| Sevilla           | 09-10  | 0         | 0         | 0       | 0     | 0       | 0     | 0        | 0        |
| Össz.             |        | 0         | 0         | 0       | 0     | 0       | 0     | 0        | 0        |

### Góljai a válogatottban
| # | Dátum            | Helyszín                  | Ellenfél | Gól | Eredmény | Kiírás               |
| - | ---------------- | ------------------------- | -------- | --- | -------- | -------------------- |
| 1 | 2008. június 22. | Abidjan, Elefántcsontpart | Botswana | 4-0 | Győzelem | 2010-es vb-selejtező |

## Magánélete
Zokorának van egy Armand feliratú tetoválása a bal karján. Armand a testvére volt, aki megfulladt a tengerparton, mikor Didier 17, Armand pedig 14 éves volt. Didier azt nyilatkozta, minden mérkőzést a testvéréért játszik.